# سنية قراعة

تاريخ الأزهر في ألف عام (أرشيف الإسلام)

سنية قراعة كاتبة روائية، وكاتبة إسلامية مصرية، كتبت العديد من القصص التاريخية المستمدة من التاريخ العربي، وتم تحويل بعض كتاباتها لأعمال فنية منها فيلم (رابعة العدوية) عام 1963، ومسلسل (مارد الجبل) عام 1977. عملت لفترة كمديرة لمكتب الصحافة الدولي للنشر الذي كان يصدر مجلة أسبوعية باسم «ألوان جديدة»، أصدرت المكتبة العديد من الكتب التاريخية، والأدبية، والقصصية بلغت ثمانية عشر كتاباً. ظهرت الكاتبة سنية قراعة، وانتشرت في الخمسينات، والستينات، وألفت عدة كتب، ونشرت مقالات كثيرة في المجلات الأدبية، والثقافية العربية مثل مجلة الهلال، والعربي. قام وزير الأوقاف وقتها بكتابة مقدمات لمؤلفاتها، وكتب لها جمال عبد الناصر مقدمة كتابها «مساجد ودول».

نساء محمد أرشيف الإسلام)

## حياتها
تنتمي الكاتبة إلى عائلة أزهرية أصيلة قدمت من صعيد مصر تدعى «قراعة»، وتولى أكثر من ستين شيخا من هذه العائلة المراكز العديدة في القضاء الشرعى، ورئاسة المحاكم العليا، والشرعية، وعضويتها كالشيخ محمد أمين قراعة الذي شغل منصب قاضى قضاة السودان، وعضو المحكمة العليا الشرعية، والشيخ علي قراعة الذي تولى رئاسة المحكمة العليا الشرعية، والشيخ عبد الرحمن قراعة مفتي الديار المصرية ووكيل الأزهر، المولود في عام 1862 وتوفي عام 1939 وكان علي علاقة وصداقة بالزعيم سعد زغلول، وجمعت بينهما بعض الصور التذكارية، وتولى الإفتاء لمدة سبع سنوات في عهد الملك فؤاد.

## مسيرتها
كتب الدكتور سليمان العسكري (أستاذ جامعي في جامعة الكويت، وشغل منصب رئيس تحرير مجلة العربي منذ عام 1999. شغل منصب أمين عام المجلس الوطني للثقافة والفنون والآداب): «المتابع لأعمال سنية قراعة يلاحظ بسهولة انها تنظم طريقة بعينها ومجالاً محدداً للكتابة الأدبية... ان المهمة الإبداعية التي تخاطر سنية قراعة بالدخول فيها واقتحامها كان يمكن ان تفشل بكل سهولة، وذلك لأن الشخصيات التي تكتب عنها هي بالفعل موجودة في صدور القراء... لكن سنية قراعة تمكنت من إنجاز هذه المهمة ببراعة... تمكنت من اثارة الخيال بشكل باهر عندما صورت الانقلاب الأخلاقي الذي أنجزته رابعة العدوية... هذه القدرة على إضفاء العناصر الدرامية والتخيلية التي هي من صميم الكتابة الأدبية، على شخصيات تاريخية خالدة، تدل على جرأة شديدة من سنية قراعة، كما ان نجاحها في ذلك يدل على براعة أشد».
كتب مؤلف القصة القصيرة الفلسطيني سليم عوض عيشان العلاونة، عضو اتحاد الكتاب الفلسطينيين، قصة قصيرة عنوانها «سنية قراعة»، وكتب في الإهداء: «مهداة بتواضع إلى روح الكاتبة الكبيرة سنية قراعة».

حارس المجد: جمال عبد الناصر أرشيف الإسلام

## جوائز الكاتبة في الستينات
حصلت سنية قراعة في عام 1958، وفي سابقة غريبة فتحت باب الجدل وأثارت التساؤل، على خمسة من جوائز الدولة دفعة واحدة. نشرت سنية قراعة وقتها في الصحف إعلانا تشكر فيه وزير التربية والتعليم، والأساتذة المهيمنين على إدارة الثقافة العامة بالوزارة بمناسبة فوزها بخمس جوائز أدبية لعام 1958.
الجائزة الأولى للدراسة وقدرها 100 جنيه عن مؤلفها «مساجد ودول».
الجائزة الثانية للرواية وقدرها 100 جنيه عن قصتها «أم الملوك».
الجائزة الأولى للرواية (مسرح) وقدرها 40 جنيه عن مسرحيتها «شجرة الدر».
الجائزة الثانية للمسرحيات وقيمتها 30 جنيه عن مسرحيتها «ذات النطاقين».
الجائزة الثالثة للمسرحيات وقيمتها 15 جنيه عن تمثيلية «تاييس».
يعترض ألفريد فرج على المبدأ الذي يسمح بأن يحتكر فرد واحد أيا كان نبوغه على كل هذه الجوائز لأن الغرض من الجوائز هو تشجيع أكبر عدد ممكن من شباب الأدباء وهذا يتناقض مع تخصيص خمس جوائز لشخص واحد.

## كتاب حارس المجد
كتبت سنية قراعة كتاب «حارس المجد جمال عبد الناصر» في 387 صفحة، وصدر عام 1959، وصدر بعد ذلك لدور نشر عربية (مثل لبنان – العراق – السعودية – الكويت – الإمارات – غزة)، وأيضا دور نشر حول العالم.

## المخابرات المصرية
جاء ذكر سنية قراعة عندما بدأت المحاكمة في قضية انحراف جهاز المخابرات العامة عام 1968، وقام سمير ناجي وكيل النيابة باستدعاء اعتماد خورشيد (صاحبة معمل طبع وتحميض أفلام سينمائية) لسؤالها عن معلوماتها في القضية  حيث قالت: «في أوائل أكتوبر سنة 1964 اتصلت بي سنية قراعة، ومكنتش أعرفها قبل كده وقدمت لي نفسها، أنها سنية قراعة الكاتبة والمؤلفة الشهيرة وقالت لي فيه شخص عظيم عاوز يشوف المعمل عندك علشان يصور أفلام خاصة فيه»، وتسرد مهاجمة صلاح نصر مدير المخابرات المصرية السابق لها في بيته، ومحاولة هروبها، وتكمل: «... سنية قراعة واقفة في الصالون قالت لي انتي مجنونة يا اعتماد انتي مش عارفة ده مين اللي بيطلبك».

مسلمات خالدات أرشيف الإسلام

## مؤلفاتها
تاريخ الأزهر في ألف عام (1968)
الرسالات الكبرى (1966)
نساء محمد (1947)
نساء في التاريخ العربي (تجميع لمقالات سنية قراعة من أعداد مختلفة من مجلة العربي)
نمر السياسة المصرية (إسماعيل صدقي) (1952)
الفتح الأكبر: مسرحية إسلامية في ست لوحات (1968)
شجرة الدر: مسرحية تاريخية في ثلاثة مناظر (1962)
من وحي السماء (1957)
عروس الزهد: رابعة العدوية (1960)
ست الملك الفاطمية (1946)
ذات النطاقين: أسماء بنت أبي بكر، مسرحية تاريخية في ثلاث فصول (1967)
نفرتيتي (1945)
البحث عن السعادة (1943)
أم الملوك: هند بنت عتبة (1959)
مسلمات خالدات (1972)

### كتابات تحولت إلى أعمال درامية[2]
حدود الله (مسلسل تلفزيوني) قصة، وسيناريو، وحوار.
شخصيات تبحث عن مؤلف (مسلسل إذاعي 1961) تأليف.
العبيد (مسلسل إذاعي 1962) تأليف.
رابعة العدوية (فيلم 1963) قصة.
العلمين (فيلم 1965) قصة، وسيناريو، وحوار.
مارد الجبل (مسلسل تلفزيوني 1977) قصة، وسيناريو، وحوار.

## وصلات خارجية
سنية قراعة على موقع قاعدة بيانات الأفلام العربية